# Министерство жилищно-коммунального хозяйства Республики Беларусь
Министерство жилищно-коммунального хозяйства Республики Беларусь (бел. Міністэрства жыллёва-камунальнай гаспадаркі Рэспублікі Беларусь) — республиканский орган государственного управления, координирующий реализацию политики в жилищно-коммунальном хозяйстве в Республике Беларусь. С 28 июля 2023 пост министра занимает Геннадий Трубило.

## История
25 июля 1931 года ЦИК и СНК БССР постановили преобразовать Главное управление коммунального хозяйства при СНК БССР в Народный комиссариат коммунального хозяйства БССР (Наркомхоз). В 1946 году наркомат был преобразован в Министерство коммунального хозяйства БССР. 29 мая 1957 года министерство было упразднено, а 5 июня было создано Главное управление коммунального хозяйства и энергетики при Совете Министров БССР (в 1959 году вопросы энергетики были переданы СНХ БССР).
5 февраля 1965 года Главное управление коммунального хозяйства при Совете Министров БССР было преобразовано в Министерство коммунального хозяйства БССР (Минкомхоз), а 8 октября 1968 года было утверждено Положение о министерстве. Минкомхоз являлся республиканским органом и подчинялся напрямую Совету Министров БССР. 14 марта 1973 года Минкомхоз был преобразован в Министерство жилищно-коммунального хозяйства БССР, а Постановление о министерстве было утверждено 26 августа 1974 года. С 1979 года сокращённое название министерства было изменено на Минжилкомхоз БССР. С 1991 года — под современным названием.
Постановлением Совета Министров Республики Беларусь от 24 октября 2001 года № 1529 было утверждено Положение о министерстве. Спустя пять лет было принято новое Положение, утверждённое постановлением Совета Министров Республики Беларусь от 31 июля 2006 года № 968.

## Структура
Центральный аппарат министерства состоит из трёх управлений (экономики; коммунального хозяйства и энергетики; жилищного хозяйства) и трёх отделов (юридической работы и кадров; по работе с обращениями граждан, СМИ; методологии бухгалтерского учета).
Министерству также подчиняются 8 организаций.

## Руководство
- Министр: Геннадий Алексеевич Трубило;
- Первый заместитель министра: Андрей Михайлович Бекета;
- Заместитель министра: Андрей Валерьевич Ромашко.

### Бывшие министры
- Владимир Трунов (1968—1972)[6]
- Артур Безлюдов (1973—1986)[6]
- Михаил Мясникович (1986—1990)[6]
- Борис Батура (1990—1999)[6]
- Александр Милькота (1999—2003)
- Владимир Белохвостов (2003—2011)
- Андрей Шорец (2011—2014)
- Александр Терехов (2014—2020)
- Андрей Хмель (2020—2023)
- Геннадий Трубило (с 2023)